# Transit of Venus
Transit of Venus je čtvrté studiové album kanadské rockové kapely Three Days Grace. Bylo vydáno 2. října 2012 prostřednictvím RCA Records. Album je prvním albem kapely vydaným pod touto nahrávací společností po zániku jejich předchozího vydavatelství Jive Records v roce 2011. Album produkoval Don Gilmore a bylo nahráno v Revolution Studios v Torontu.

## Pozadí alba
Dne 5. června 2012, v den, kdy byla vidět Venuše při přechodu přes Slunce, kapela oznámila název alba a datum vydání. Z alba vzešly tři singly „Chalk Outline“, „The High Road“ a „Misery Loves My Company“. Je to poslední album, na kterém se podílel zpěvák Adam Gontier, než v roce 2013 kapelu opustil a v říjnu 2024 se do ní vrátil.

## Seznam skladeb
| Pořadí         | Název                                     | Délka |
| -------------- | ----------------------------------------- | ----- |
| 1.             | Sign of the Times                         | 3:11  |
| 2.             | Chalk Outline                             | 3:02  |
| 3.             | The High Road                             | 3:13  |
| 4.             | Operate                                   | 3:22  |
| 5.             | Anonymous                                 | 3:13  |
| 6.             | Misery Loves My Company                   | 2:42  |
| 7.             | "Give In to Me" (cover Michaela Jacksona) | 3:19  |
| 8.             | Happiness                                 | 2:53  |
| 9.             | Give Me a Reason                          | 4:03  |
| 10.            | Time That Remains                         | 3:12  |
| 11.            | Expectations                              | 2:43  |
| 12.            | Broken Glass                              | 3:21  |
| 13.            | Unbreakable Heart                         | 3:26  |
| Celková délka: | Celková délka:                            | 41:40 |

## Obsazení

### Three Days Grace
- Adam Gontier – zpěv, rytmická kytara
- Barry Stock – sólová kytara
- Brad Walst – basová kytara, doprovodné vokály
- Neil Sanderson – bicí, doprovodné vokály, klávesy, programování